# Christian Ditlev Reventlow (1735-1759)
 Der er flere personer med dette navn, se Christian Ditlev Reventlow (flertydig).
Christian Ditlev lensgreve Reventlow (1. november 1735 på Brahetrolleborg – 10. december 1759 i København) var en dansk lensbesidder.
Han var søn af grev Conrad Ditlev Reventlow og Vilhelmine Augusta af Slesvig-Holsten-Nordborg-Plön og arvede i 1750 grevskabet Reventlow og baroniet Brahetrolleborg. Han døde imidlertid allerede 1759.
Han ægtede 1758 Ida Lucie Scheel-Plessen (18. december 1740 på Fussingø – 22. marts 1792), datter af Mogens Scheel-Plessen.